# Tergipes brochi
Tergipes brochi is een soort in de taxonomische indeling van de platwormen (Platyhelminthes). De worm is tweeslachtig en kan zowel mannelijke als vrouwelijke geslachtscellen produceren. De soort leeft in zeer vochtige omstandigheden. 
De platworm komt uit het geslacht Tergipes. Tergipes brochi werd in 1818 beschreven door Risso.